# Sandover Highway
Sandover Highway – nieutwardzona, pustynna droga stanowa nr 14, o długości 560 km, w Australii, na obszarze Terytorium Północnego. Łączy drogę Plenty Highway z granicą stanu Queensland. Nazwa drogi pochodzi od rzeki Sandover.